# Calothyrza pauli
Calothyrza pauli là một loài bọ cánh cứng trong họ Cerambycidae.